# Stor blåssnäcka
Stor blåssnäcka (Aplexa hypnorum) är en snäckart som beskrevs av Linneaus. Stor blåssnäcka ingår i släktet Aplexa och familjen blåssnäckor. Enligt den finländska rödlistan är arten otillräckligt studerad i Finland. Arten är reproducerande i Sverige. Artens livsmiljö är små tjärnar och gölar (även flarkar). Inga underarter finns listade i Catalogue of Life.

## Bildgalleri

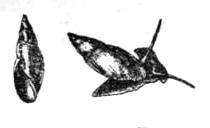